# داني هيليس
وليام دانيال «داني» هيليس (بالإنجليزية: William Daniel "Danny" Hillis) من مواليد 25 سبتمبر 1956، هو مخترع أميركي، مهندس، عالم رياضيات، رجل أعمال، ومؤلف. شارك في تأسيس شركة ثينكينج ماشينز، وهي شركة قامت بتطوير آلة التواصل. كما انه شارك في تأسيس مؤسسة لونغ ناو وشركة أبلايد مايندز، وشركة ميتاوب تكنولوجيز. وهو يعمل حاليا أستاذا في الهندسة والطب بجامعة جنوب كاليفورنيا.